# Los Prisioneros (álbum)
Los Prisioneros es el quinto disco de estudio del grupo musical chileno Los Prisioneros, lanzado a comienzos de junio de 2003. Alcanzó el estatus de disco de oro por haber vendido más de 10 000 copias en 2003.

## Historia, producción y lanzamiento
Trece años habían transcurrido del último disco de Los Prisioneros y casi dieciséis años del último álbum con el trío original, por lo que las expectativas eran grandes. Incluso, después de una presentación del grupo en Ciudad de México, Jorge González invitó al futbolista Iván Zamorano (en ese entonces estrella del Club América de México) a cantar en el nuevo álbum. El goleador mostró un relativo interés en participar pero no pudo hacerlo debido a la intensa agenda que él tenía por esos días.
Los Prisioneros ya habían adelantado un tema («Concepción») en una presentación en el programa De pe a pa, en octubre de 2002. La recepción de parte del público fue muy buena, tanto que llegó a ser récord de ventas, a los dos días, en todo el país.
Temáticamente, Los Prisioneros retoma la crítica social que había sido característica en álbumes anteriores y tema recurrente en el líder y compositor de la banda, Jorge González. Musicalmente, es un disco más experimental que se aleja muchísimo de sus predecesores, con una clara tendencia a la electrónica (percusiones y sintetizadores). Sin embargo, canciones como «San Miguel» o «Concepción» conservan un cierto halo de nostalgia por el sonido de la banda en los años 1980.
El disco no fue del agrado del guitarrista Claudio Narea, quien finalmente fue expulsado de la banda apenas tres meses después de su lanzamiento. Esta segunda salida de Narea (la primera había tenido lugar en 1990) generó morbo en los grandes medios puesto que Los Prisioneros se negaron a pronunciarse públicamente al respecto. Tanto así que en una conferencia de prensa, realizada en los estudios de Radio Rock & Pop, mientras grababan En las Raras Tocatas Nuevas de la Rock & Pop y a pocos días después del despido, Jorge González terminó arrojando los micrófonos y vasos de la mesa ante la insistencia de los periodistas presentes por conocer los detalles.
De esta manera, Los Prisioneros tuvo poca difusión en el sentido de lanzamiento de sencillos y videoclips (se grabaron sólo los videoclips de «Ultraderecha» y «San Miguel»). Debido a que los miembros restantes decidieron enfocarse en grabar un nuevo disco y encontrar un guitarrista de reemplazo (papel que desempeñó Álvaro Henríquez por cuatro meses), el disco terminó siendo el menos valorado de la carrera del grupo.
A 17 años de su lanzamiento, el 1 de mayo de 2020 se volvió a publicar Los prisioneros, esta vez en las plataformas y servicios de música digital (donde no se encontraba disponible), y el 15 de junio se reeditó en CD. El 17 de agosto del mismo año salió por primera vez en formato de vinilo, junto a una edición limitada en picture disc de 300 copias.
El disco contiene algunas de las canciones más largas de la banda, entre ellas Europa y En el cementerio, que ocupa el segundo lugar con un minuto menos que Poder elegir, del disco La cultura de la basura.
Ultraderecha, San Miguel, Concepción, El otro extranjero y En el cementerio (versión Raras Tocatas) son las únicas canciones tocadas del álbum en la gira de promoción del disco en 2003. Las tres primeras canciones mencionadas anteriormente las interpretó Jorge González en algunos conciertos solistas. La Canción del Trabajo fue interpretada en su versión demo por Narea y Tapia en 2009. Se publicó una versión demo de Mami (2001) en el triple álbum recopilatorio Demos de Jorge González en 2016.
Al cumplirse 20 años del lanzamiento del disco, se publicó en junio de 2023 un video inédito de la canción Europa con su versión single, mostrando a González, Narea y Tapia pasear por Madrid y Barcelona, en España durante noviembre de 2002.

## Lista de canciones
Todas las canciones escritas y compuestas por Jorge González, excepto donde se indique. 
| Los Prisioneros — Edición CD |                                                 |          |  |
| N.º                          | Título                                          | Duración |  |
| 1.                           | «Ultraderecha»                                  | 3:20     |  |
| 2.                           | «El otro extranjero»                            | 4:40     |  |
| 3.                           | «San Miguel»                                    | 3:52     |  |
| 4.                           | «Concepción»                                    | 4:37     |  |
| 5.                           | «Canción del trabajo» (González, Claudio Narea) | 4:35     |  |
| 6.                           | «Europa»                                        | 6:39     |  |
| 7.                           | «Los templos»                                   | 4:11     |  |
| 8.                           | «Violencia»                                     | 4:11     |  |
| 9.                           | «Mami»                                          | 5:17     |  |
| 10.                          | «En el cementerio»                              | 7:32     |  |
| 48:52                        |                                                 |          |  |

| Los Prisioneros — Vinilo |                                         |          |  |
| N.º                      | Título                                  | Duración |  |
| 1.                       | «Ultraderecha»                          | 3:20     |  |
| 2.                       | «El otro extranjero»                    | 4:40     |  |
| 3.                       | «San Miguel»                            | 3:52     |  |
| 4.                       | «Concepción»                            | 4:37     |  |
| 5.                       | «Canción del trabajo» (González, Narea) | 4:35     |  |
| 6.                       | «Los templos»                           | 4:11     |  |
| 7.                       | «Violencia»                             | 4:11     |  |
| 8.                       | «Mami»                                  | 5:17     |  |
| 9.                       | «En el cementerio»                      | 7:32     |  |
| 42:13                    |                                         |          |  |

## Demos y canciones desechadas
- «Canción del Trabajo»: maqueta del tema, interpretada por el guitarrista Claudio Narea y el baterista Miguel Tapia. Esta versión no cuenta con violines ni trompetas, ni tiene el mismo coro de la original.
- «Fiesta nuclear»: tema compuesto por Claudio Narea. La canción fue desechada por no adecuarse al estilo del álbum. Finalmente fue grabada en 2010 por el dúo Narea y Tapia, formado por el guitarrista y el baterista de Los Prisioneros.
- «Ella estará desnuda»: compuesto por Jorge González. Apareció en el bootleg Algo ilegal! de 2013, que incluye temas de la época de Los Vinchukas regrabados en 2002.
- «El viejo en su delirio».
- «Sólo quiero estar contigo»: tema pop con letra explícitamente sexual que encaja en el grupo de temas de ese corte del disco Manzana (2004).
- «Eres mi hogar»: originalmente pensada para este disco y con inclinaciones más pop, terminó siendo una balada rock. Fue el último sencillo de la banda, como parte de Manzana.

## Músicos
- Jorge González: voz, bajo, contrabajo, guitarra eléctrica y acústica, piano, órgano Hammond, sintetizador, percusiones, programas y coros.
- Claudio Narea: guitarra eléctrica, armónica, melódica, órgano Hammond, percusiones.
- Miguel Tapia: batería, percusiones, programas y coros.

## Vídeos musicales
- «Ultraderecha» (2003)
- «San Miguel» (2003)
- «Europa» (2023)

Invitados:
- Sergio «Coti» Badilla: teclados, sintetizadores, programaciones y secuencias.
- Orquesta Sinfónica Juvenil.
- Coro de niños.